# Ministerium für die Überseegebiete

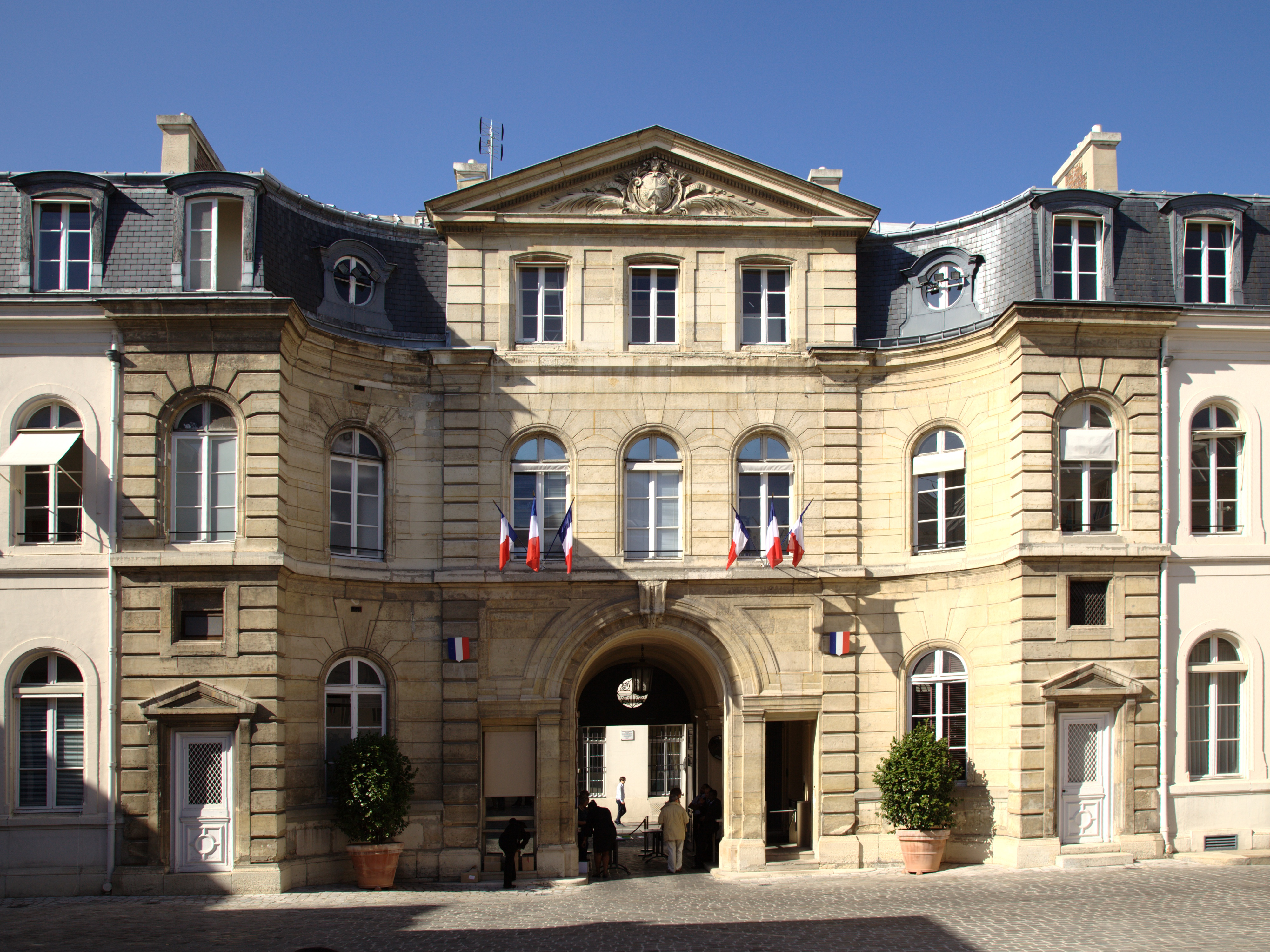
Amtssitz des Ministeriums im Hôtel de Montmorin

Das Ministerium für die Überseegebiete (französisch Ministère des Outre-mer) ist das für die französischen Überseegebiete zuständige Ministerium innerhalb der französischen Regierung. Das Ministerium hat seinen Sitz im Hôtel de Montmorin in Paris. Vom Juli 2022 bis zum 24. Dezember 2024 war es dem Innenministerium angeschlossen. Beigeordneter Minister war bis Dezember 2024 Jean-François Carenco. Zum neuen Minister wurde der ehemalige Premier Manuel Valls ernannt.

## Aufgaben
Das Ministerium ist die für die Koordinierung der Regierungsmaßnahmen in den Überseegebieten und für die Beteiligung an der Entwicklung und Umsetzung der in diesen Gebieten geltenden Regeln zuständige Verwaltung.

## Geschichte
Richelieu organisierte die ersten Formen der Zentralverwaltung in den damaligen französischen Kolonien und schuf 1626 das Amt des „Großmeisters, Chefs und Superintendenten des Handels und der Schifffahrt in Frankreich“. 1710 entwickelte es sich zu einem „Kolonialamt“, das dem Staatssekretär für die Marine angegliedert war. Während der Revolution wurde vom Verfassungsausschuss (1791) eine für die Kolonien zuständige Direktion geschaffen.
Durch das Dekret vom 24. Juni 1858 schuf Napoleon III. ein „Ministerium für Algerien und die Kolonien“, getrennt vom Marineministerium. Minister wurde sein Cousin, Napoléon Joseph Charles Paul Bonaparte. Dieses Ministerium war allerdings kurzlebig und wurde am 24. November 1860 wieder abgeschafft. Danach löste Léon Gambetta 1881 die Direktion für Kolonien auf, die damals noch der Marine unterstellt war, um daraus ein Unterstaatssekretariat zu machen, welches er dem Handelsministerium angliederte. Jules Grévy ordnete per Dekret vom 30. Januar 1882 die Kolonialverwaltung wieder dem Marineministerium zu.
Das Ministerium für Kolonien entstand erst 1894 vollständig und autonom mit dem Ziel, die Verwaltung der französischen Kolonien zu zentralisieren. 1910 zog er ins Hôtel de Montmorin. Zwischen 1911 und 1914 diente Albert Lebrun als Minister. Er hatte Joost Van Vollenhoven als Stabschef.
Nach der Befreiung Frankreichs nach dem Zweiten Weltkrieg wollte die Provisorische Regierung der Französischen Republik den Namen ändern, um die Vorstellung der Vorherrschaft zu vermeiden, die der Begriff „Kolonie“ implizierte. Das Dekret vom 26. Januar 1946 ersetzte das Ministerium der Kolonien durch das Ministerium für Übersee. Marius Moutet war der erste der französischen Überseeminister.
Martinique, Guadeloupe, Guyana und Réunion, die 1946 in Departements aufgeteilt wurden, unterstanden aber dem Innenministerium. Die Entkolonialisierung schränkte die Macht des Ministeriums zunehmend ein, weil die Beziehungen zu den neuen unabhängigen Ländern dem Ministère de la Coopération (Ministerium für Zusammenarbeit, von 1959 bis 1999, seither Abteilung im Außenministerium) anvertraut wurden.
1959 nahm das Ministerium den Namen „Ministerium für die Sahara und die überseeischen Departements und Gebiete“ an. In dieser Form wurde es wieder für die Verwaltung der überseeischen Departements zuständig und übernahm die Leitung des Departements Algerien. Die aufeinanderfolgenden Unabhängigkeiten der ehemaligen afrikanischen Kolonien im Jahr 1960 und das Ende des Algerienkriegs im Jahr 1962 änderten die Organisation des Ministeriums, das in das heutige Ministerium für die Überseegebiete umbenannt wurde.